# 新沢としひこ
新沢 としひこ（しんざわ としひこ、1963年1月17日 - ）は、日本のシンガーソングライター・作詞家・作曲家・絵本作家・児童文学作家である。有限会社アスク・ミュージック代表取締役。
東京都出身。保育講習会講師としても活動し、神戸親和女子大学・中部学院大学の客員教授を務める。子どもの歌から大人向けのポップス作品まで、幅広く作品を作り、特に作詞した「世界中のこどもたちが」「ともだちになるために」「にじ」 「さよならぼくたちのようちえん」などが幼稚園・保育園・小学校でよく歌われる。

## 活動
学生時代よりライブハウスに出演し、音楽活動を始める。保育園で保育者を経験後、保育雑誌『月刊音楽広場』（クレヨンハウス、現：『月刊クーヨン』）に歌を連載（作詞・新沢としひこ、作曲・中川ひろたか）。この連載から「世界中のこどもたちが」が生まれた。
1991年作曲家・浅見昂生とのデュオグループ「Ｍr.ユニット」でワーナーミュージックよりCDデビュー。1993年に解散後、ソロ活動に。
コンサートのほか、保育士・幼稚園教諭向けの講習会講師としても活動。あそびうたなどの著作も多数。コラボレーション作品も多く、工藤直子、クニ河内、ケロポンズ、中川ひろたかなど、多岐に渡りCDや楽譜集を制作・共演。また、絵本・紙芝居・児童文学・エッセイの執筆も手がける。絵本では、歌の歌詞を文とし、絵をつけて絵本になった作品も多い。

### 作詞した主な楽曲
- 世界中のこどもたちが（作曲：中川ひろたか、1987年）

雑誌『月刊音楽広場』（現：『月刊クーヨン』、クレヨンハウス）1988年1月号の「今月の歌」として発表。トラや帽子店のデビューアルバム『世界中のこどもたちが』にも収録。1992年度に東京書籍の小学5年生の音楽教科書に掲載され、その後他社の音楽教科書にも掲載される。『ポンキッキーズ21』でも歌われた。
- ともだちになるために（作曲：中川ひろたか、1987年）

- にじ（作曲：中川ひろたか）
2011年、つるの剛士のミニアルバム『ちゅるのうた』に収録される。
2019年、花王アタック CMソング。
2020年、明治プロビオヨーグルトR-1 CMソング。

- はじめの一歩（作曲：中川ひろたか、1987年）
- メロンにきいてもわからない（作曲：中川ひろたか）

1990年10月に『ひらけ!ポンキッキ』に採用される。
- パレード（作曲：中川ひろたか）
- みちのマーチ　- NHK『おかあさんといっしょ』2025年1月の歌

## ディスコグラフィ

### ソロCD
全作品、アスク・ミュージックから発売。
- みちくさ（1995年7月7日、ASK-0301）
- とべとべ金魚（1995年7月7日、ASK-0302）
- Season（シーズン）（1996年7月7日、ASK-0401　「さよならぼくたちのようちえん」を収録）
- いつもそばに君がいた （1997年11月30日、ASK-0501　プロデュース：斎藤ネコ）
- 空をめざして（1999年、ASK-0502　プロデュース：斎藤ネコ）
- わたしへの手紙 （2001年8月1日、ASK-0503　プロデュース：斎藤ネコ）
- たいせつなたからもの（2003年8月1日、ASK-0402）
- あそびうたパーク（2004年9月1日、ASK-0403）
- シングルCD　さよならぼくたちのようちえん（2011年2月25日、ASK-0202）

### 保育教材作品
- 書籍・CD　手話ソングブック ともだちになるために（2000年11月、鈴木出版、ISBN 9784790271611 / 2001年7月、ビクターエンタテインメント、VICS-61008　共著：中野佐世子、松田泉）
- 書籍・CD　手話ソングブック2 きみとぼくのラララ（2003年6月、鈴木出版、ISBN 9784790271680 / 2003年7月、ビクターエンタテインメント、VICS-61131　共著：中野佐世子、松田泉）
- 書籍・CD　手話ソングブック3 あしたもあそぼう!（2015年7月、鈴木出版、ISBN 9784790272403 / 2015年7月、ビクターエンターテイメント、NCS-899　共著：中野佐世子、松田泉）
- 書籍・CD　手話ゲームブック だれかにあったらこんにちは（2006年7月、鈴木出版、ISBN 9784790271925 / 2010年6月、日本コロムビア、COCE-36216　共著：中野佐世子、松田泉）
- 書籍・CD　キリンくんのパンパカあそびうた（2001年6月、チャイルド社、ISBN 9784805400272 / 2002年4月、ビクターエンタテインメント、VICS-61009）
- 書籍・CD　ヨガであそぼう！アートヨガほぐしあそび（2007年8月、鈴木出版、ISBN 9784790271963 / 2010年6月、日本コロムビア、COCE-36217　共著：小澤直子）
- 書籍・CD　キリンくんのおもしろことばうた（2008年7月、チャイルド社、ISBN 9784805401262 / 2008年7月、クリエイティヴ・コア、TDCS-37）
- 書籍・CD　おなかぺこぺこソングブック〜子どもと楽しく食育を〜（2009年2月、鈴木出版、ISBN 9784790272144 / 2009年2月、クリエイティヴ・コア、TDCS-46　共著：森野熊八）
- 書籍・CD　新沢としひこのみんなのたいそう（2012年2月、鈴木出版、ISBN 9784790272304 / 2012年3月、日本コロムビア、COCE-37282）
- CD　新沢としひこのピカピカうんどうかい（2009年6月、クリエイティヴ・コア、TDCS-55）

### コラボレーション作品

#### 織田哲郎とのコラボレーション
- シングルCD その夢が僕を強くする（2013年3月、アスク・ミュージック、ASK-0801）
  - 作詞：新沢としひこ、作曲：織田哲郎、歌：新沢としひこ、山野さと子、東北文教大学コーラス部

#### ケロポンズ・山野さと子とのコラボレーション
- CD&楽譜集　たったひとつのハーモニー（アスク・ミュージック、ASK-0706）

#### 工藤直子とのコラボレーション
- CD ゴリラはごりら（作詞：工藤直子、朗読：岸田今日子、作曲・歌：新沢としひこ）
- CD あいたくて（作詞：工藤直子、作曲・歌：新沢としひこ、プロデュース：斎藤ネコ）
- CD＆楽譜集 わいわいのはらうた（作詞：工藤直子、作曲・歌：新沢としひこ）
- CD 星・空・恋歌（作詞：工藤直子、作曲・歌：新沢としひこ、プロデュース：斎藤ネコ）

#### クニ河内とのコラボレーション
- CDぼくのこと　まちのこと　きみのこと（作詞：新沢としひこ、作曲：クニ河内、歌：クニ河内、新沢としひこ）
- CD＆楽譜集　はじまる（作詞：新沢としひこ、作曲：クニ河内、歌：クニ河内、新沢としひこ）

#### ケロポンズとのコラボレーション
（作詞・作曲・歌：ケロポンズ、新沢としひこ）
- CD＆楽譜集　心にやさしい日
- CD＆楽譜集　きみのそら
- CD＆楽譜集　世界は今日も生きている
- CD＆楽譜集　とはともだちのと
- CD＆楽譜集　こころはればれ

#### トラや帽子店とのコラボレーション
（作詞：新沢としひこ、作曲：中川ひろたか、歌：トラや帽子店、新沢としひこ）
- CD＆楽譜集　「世界中のこどもたちが」「ぼくたちのうた」「パレード」「ハロー！」「あしたがすき」「スマイル」「ポケットに歌をつめて」「地球は歌う」
- 12月の歌シリーズ⑥「にじ」
- 新しいこどもたちの歌 シリーズ 第五集「あしたがすき」（「にじ」収録）

#### 中川ひろたかとのコラボレーション
（作詞：新沢としひこ、作曲：中川ひろたか、歌：中川ひろたか、新沢としひこwithケロポンズ）
- CD＆楽譜集「ＳＯＮＧ」「チャンス」「ウォーク」「スタート」「メッセージ」「カラフル」「HAPPY!」

#### 長谷川義史とのコラボレーション
（作詞：長谷川義史、作曲：新沢としひこ、歌：新沢としひこ、長谷川義史）
- CD「えほんうた てんごくのおとうちゃん」

#### 小川範子とのコラボレーション
CDアルバム「おもちゃ箱あけない」(1991.09.27)
- ひとり想い 作詞・作曲：新沢としひこ
- 霧雨にMiss You 作詞・作曲：新沢としひこ
- たそがれはピアニッシモ 作詞・作曲：新沢としひこ
- 強風波浪注意報発令 作詞・作曲：新沢としひこ
- Sunday Rain 作詞・作曲：新沢としひこ

### 楽曲提供
- こころのバトン
  - 作詞・作曲：新沢としひこ。保育雑誌『PriPri』（世界文化社）2013年特別号の書き下ろし楽曲として発表された卒園ソング。同号付録のCDとして録音された。一般CD店ルートで入手できるCDとしては、2015年にキングレコードから発売された『PriPri』とのタイアップCD『そつえんおめでとう〜いつまでも忘れないでほしいから、心をこめておくる 卒園ソング&音楽集〜』にひまわりキッズの歌で収録されている。
- ダンゴムシコロコロ（2024年12月、『おかあさんといっしょ』内で放送）
  - 作詞・作曲：新沢としひこ。
- みちのマーチ（2025年1月、『おかあさんといっしょ』内で放送）
  - 作詞・作曲：新沢としひこ。
- おふろのおゆさん（2025年1月、『おかあさんといっしょ』内で放送）
  - 作詞・作曲：新沢としひこ。

## 絵本・書籍作品

### 絵本
- 絵：あべ弘士
  - はじめのいっぽ
  - にじ
  - だれかがほしをみていた
  - ともだちになるために
  - それはすばらしいなつのあるひ
  - しんちゃんのはなび
- 絵：大島妙子
  - ともだちいっぱい
  - うれしいがいっぱい
- 絵：大和田美鈴
  - はじめまして
- 絵：市居みか
  - いつまでもともだち
- 絵：保手浜孝
  - おてがみちょうだい

### 写真絵本
- 世界中のこどもたちが（詞：新沢としひこ、写真：篠木眞）
- 空より高く（詞：新沢としひこ、写真：石井麻木）

### エッセイ
- 言葉少年（絵：保手浜孝）

### 児童文学
- シュンタの「ぼくんち新聞」（絵：保手浜孝）

### 紙芝居
- みんなでたいそう（絵：長谷川義史）
- きゅうきゅうしゃのきゅうちゃん（絵：古内ヨシ）
- びっくりサラダ（絵：村上康成）
- りょうまのもくば（絵：長野ヒデ子）